# Santa Rosa de Bonretorn
Santa Rosa de Bonretorn és una església historicista del llogaret de Bonretorn, al municipi de l'Albiol (Baix Camp) inclosa a l'Inventari del Patrimoni Arquitectònic de Catalunya.

## Descripció
Capella de recent construcció, imitant un estil romànic. Aprofita part d'una casa llindant per bastir el cloquer, en forma d'espadanya d'un ull. La porta principal és un seguit d'arcs rodons en degradació i timpà llis. La part superior de la façana està decorada amb una mena d'arcs rodons correguts, imitant arcuacions. Edifici de planta rectangular bastit amb obra de paredat i maons.

## Història
Capella edificada a la dècada dels setanta del segle xix, per tal d'atendre a les necessitats religioses dels habitants del caseriu i dels estadants de l'estiu. Malgrat el seu estil esteticista, la relativa sobrietat de la façana no destaca de l'entorn. Se la coneix normalment com "l'església". Antigament, el caseriu depenia de la parròquia de l'Albiol.